# Lyman E. Barnes

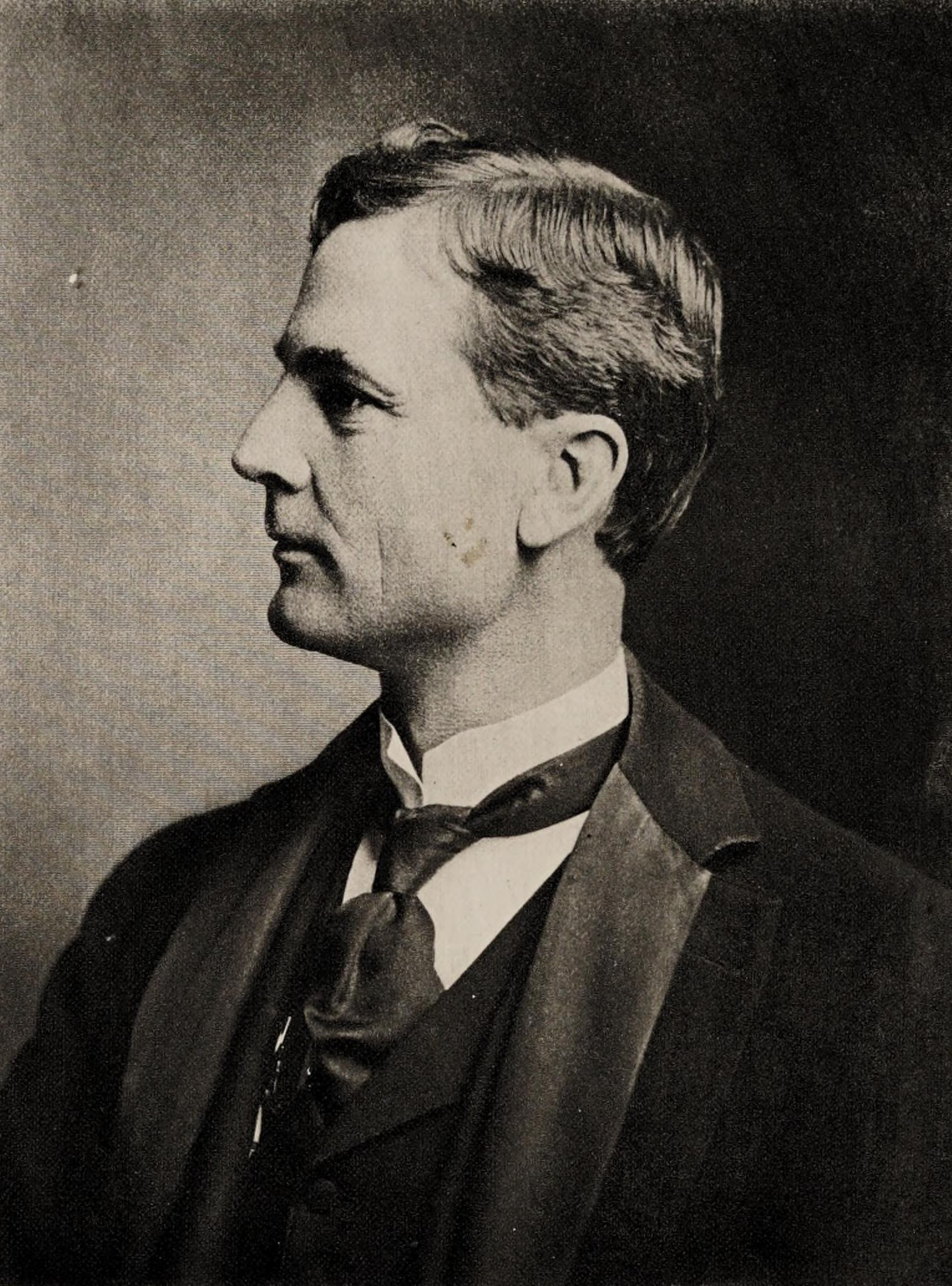
Lyman E. Barnes

Lyman Eddie Barnes (* 30. Juni 1855 in Weyauwega, Waupaca County, Wisconsin; † 16. Januar 1904 in Appleton, Wisconsin) war ein US-amerikanischer Politiker. Zwischen 1893 und 1895 vertrat er den Bundesstaat Wisconsin im US-Repräsentantenhaus.

## Werdegang
Lyman Barnes besuchte die öffentlichen Schulen seiner Heimat. Nach einem anschließenden Jurastudium am Columbia College in New York City und seiner im Jahr 1876 erfolgten Zulassung als Rechtsanwalt begann er in Appleton (Wisconsin) in seinem neuen Beruf zu arbeiten. Im Jahr 1882 zog er für fünf Jahre in das Brevard County in Florida, wo er ebenfalls als Anwalt praktizierte. Anschließend kehrte er nach Appleton zurück, wo er Bezirksstaatsanwalt im Outagamie County wurde.
Politisch war Barnes Mitglied der Demokratischen Partei. Bei den Kongresswahlen des Jahres 1892 wurde er im achten Wahlbezirk von Wisconsin in das US-Repräsentantenhaus in Washington, D.C. gewählt, wo er am 4. März 1893 die Nachfolge von Nils P. Haugen antrat, der in den zehnten Distrikt wechselte. Da er bei den Wahlen des Jahres 1894 dem Republikaner Edward S. Minor unterlag, konnte er bis zum 3. März 1895 nur eine Legislaturperiode im Kongress absolvieren.
Nach seinem Ausscheiden aus dem US-Repräsentantenhaus zog sich Lyman Barnes aus der Politik zurück. In den folgenden Jahren arbeitete er wieder als Rechtsanwalt. Er starb am 16. Januar 1904 in Appleton und wurde dort auch beigesetzt.